# Ngọc Lâm, Thanh Chương
Ngọc Lâm là một xã thuộc huyện Thanh Chương, tỉnh Nghệ An, Việt Nam.
Xã Ngọc Lâm có diện tích 89,23 km², dân số năm 1999 là 6818 người, mật độ dân số đạt 76 người/km².